# 微分包含式
微分包含式とは、常微分方程式の考え方を一般化したものである。
{\displaystyle {\frac {dx}{dt}}(t)\in F(t,x(t)),}
ここで F(t, x) は微分方程式では多次元空間内の点 {\displaystyle \scriptstyle {\mathbb {R} }^{d}} だが、微分包含式においては集合である。微分包含式は、微分変分不等式 (differential variational inequality, en)、projected dynamical system、クーロンの動摩擦力、ファジィ集合論などの分野で使われている。
たとえば、クーロンによる動摩擦力の法則では、物体の重さを N、摩擦係数を μ とするとき、摩擦力は物体の動いている方向と逆向きに  μN という大きさで生じる。しかし、すべりが生じていないときには、摩擦力は平面内で大きさが μN 以下のどんなベクトルになってもよい。したがって摩擦力を位置と速度の関数として表そうとすると、その関数の取るのは値ではなく集合となる。

## 論理
解の存在を考えるときは通常、F(t, x) が x と 可測なt の半連続 (hemicontinuous または upper semi-continuous, en) な関数で、F(t, x) はすべての t and x について閉じている凸集合であることが前提である。初期値問題
{\displaystyle {\frac {dx}{dt}}(t)\in F(t,x(t)),\quad x(t_{0})=x_{0}}
の解は、十分に短い時間 [t0, t0 + ε］　(ここで ε > 0) では存在する。また F が発散しない ({\displaystyle \scriptstyle \Vert x(t)\Vert \,\to \,\infty } as {\displaystyle \scriptstyle t\,\to \,t^{*}} for a finite {\displaystyle \scriptstyle t^{*}}) 場合は、大域的な解が存在することが示される。
凸集合でない微分包含式 F(t, x) の解の存在定理は現在、明らかにされていない。
解の一意性を示すには、通常他の条件が必要となる。たとえば関数 {\displaystyle F(t,x)} において片側リプシッツ条件
{\displaystyle (x_{1}-x_{2})^{T}(F(t,x_{1})-F(t,x_{2}))\leq C\Vert x_{1}-x_{2}\Vert ^{2}}
をすべての x1 and x2 について満たすような C があるとする。このとき、初期値問題
{\displaystyle {\frac {dx}{dt}}(t)\in F(t,x(t)),\quad x(t_{0})=x_{0}}
の解は一意に定まる。
これはミンティ (G. J. Minty) と ブレジス (H. Brezis, en) による maximal monotone operators とも深く関わっている。

## 応用
微分包含式は不連続な常微分方程式を解析するのに用いられる。たとえば機械工学分野でのクーロンの摩擦力や電力分野での最適なスイッチングの解析などである。またフィリポフ (A. F. Filippov, 1960) による不連続な方程式の正則化が重要な貢献として挙げられる。ゲーム理論における微分ゲーム (differential game, en) におけるクラソフスキイ (Nikolai Nikolaevich Krasovsky, en) による正則化法も使われた。